# Yetkhatidae
De Yetkhatidae zijn een familie van uitgestorven insecten die behoren tot de onderorde cicaden (Auchenorrhyncha). 